# Fritz Pütter

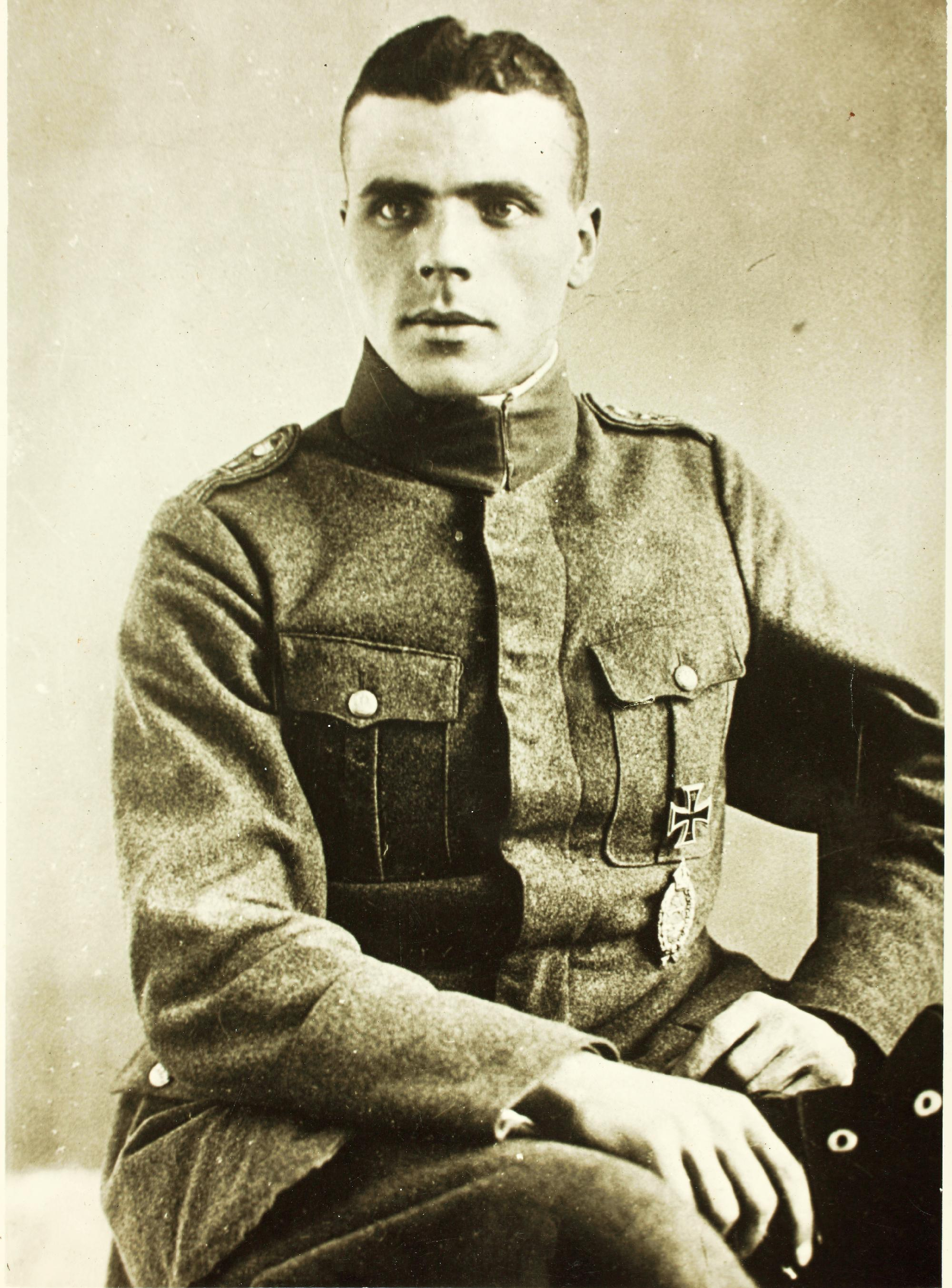
Fritz Putter

Fritz Pütter (* 14. Januar 1895 in Karthaus bei Dülmen; † 10. August 1918 in Bonn) war ein preußischer Offizier der Fliegertruppe und erzielte 25 bestätigte Abschüsse im Ersten Weltkrieg.

## Leben
Fritz war der Sohn des königlichen Rentmeisters Franz Pütter. Er besuchte das städtische Realgymnasium in Münster und studierte anschließend Chemie an der Westfälischen Wilhelms-Universität in Münster.
Während des Ersten Weltkriegs trat Pütter als Freiwilliger am 24. August 1914 in die MG-Ersatz-Kompanie 13 in Münster ein, wo er bis Mai 1915 an der Ostfront eingesetzt war. Nachdem er die Offiziersschule beendet hatte, wurde er am 12. Oktober 1915 in das Infanterie-Regiment Nr. 370 versetzt und nahm mit diesem an den Kämpfen bei Flirey und im Priesterwald teil.
Am 20. Mai 1916 meldete sich Pütter nach Graudenz zur Flieger-Ersatz-Abteilung 8 und absolvierte dort eine Ausbildung zum Flugzeugführer. Danach kehrte er am 9. Dezember 1916 als Flugzeugführer zur Flieger-Abteilung A 251 (3. Armee) an die Westfront zurück und wurde als Aufklärungsflieger zwischen Reims und Verdun eingesetzt, bis er am 7. März 1917 zur Jasta 9 kommandiert wurde. Am 3. Februar 1918, nach zehn Abschüssen, wurde er zum Führer der für die Deutsche Frühjahrsoffensive neu aufgestellten Jasta 68 ernannt. Sein Einsatzgebiet war der Raum von Cambrai, Montdidier und zuletzt Reims. Bereits in den ersten Tagen der Offensive schoss er einen Ballon und vier Flugzeuge ab.
Nach 22 Luftsiegen, darunter acht Fesselballons wurde ihm durch A.K.O. am 31. Mai 1918 die höchste preußische Tapferkeitsauszeichnung, der Orden Pour le Mérite verliehen. Vorher war Pütter bereits mit beiden Klassen des Eisernen Kreuzes sowie dem Ritterkreuz des Königlichen Hausordens von Hohenzollern mit Schwertern ausgezeichnet worden. Am 16. Juli 1918 stürzte er über Reims ab, nachdem sein Flugzeug infolge einer Selbstentzündung der Brandmunition in Flammen geriet. Pütter verstarb am 10. August 1918 in der Universitätsklinik in Bonn aufgrund der schweren Brandverletzungen. In Münster auf dem Zentralfriedhof wurde er beigesetzt.